# Ophiomusium kimblae
Ophiomusium kimblae är en ormstjärneart som beskrevs av Baker 1979. Ophiomusium kimblae ingår i släktet Ophiomusium och familjen Ophiolepididae. Inga underarter finns listade i Catalogue of Life.